# María Ángeles Vall Ojeda
María Ángeles Vall Ojeda (València, 1931), és una arqueòloga els estudis de la qual es van centrar en la Cultura Ibèrica.

## Trajectòria professional
És Llicenciada en Geografia i Història per la Universitat de València. Va finalitzar els seus estudis el 1953, pels quals va obtenir el premi extraordinari de finalització de carrera. Va realitzar els cursos de doctorat a Madrid i va començar la seva tesi doctoral sobre El poblat ibèric de Covalta (Albaida-València) sota la direcció de Miquel Tarradell.
Va ser una de les pioneres de l'Arqueologia Valenciana, participant activament tant en els treballs de recerca com en els de camp. La seua línia d'estudi va ser la cultura ibèrica, en la qual signarà les seues publicacions científiques com María Ángeles Vall de Pla, utilitzant el cognom del seu marit Enrique Pla Ballester.
Va formar part del Laboratori d'Arqueologia de la Universitat de València com a professora auxiliar de la càtedra d'Arqueologia entre finals dels anys 60 i principis dels 70. Va participar en les excavacions arqueològiques que es van realitzar en els jaciments de la Serreta (Alcoi) i L'Alcúdia (Mallorca). També va col·laborar en les excavacions arqueològiques dutes a terme pel Servei d'Investigació Prehistòrica de València (SIP), on a més va realitzar petites recerques. Va assistir als Congressos i Simposis que es van realitzar, fins i tot va estar en l'Internacional de Mèxic, juntament amb Miracle Gil-Mascarell.
No va finalitzar la seva tesi doctoral però una part va ser publicada el 1971 el número 41 de la Sèrie de Treballs Varis del Servei d'Investigació Prehistòrica (SIP) amb el títol "El poblat ibèric Covalta (Albaida-València) 1, El poblat, les excavacions i les ceràmiques de vernís negre". Va continuar la seva trajectòria professional com a professora d'Història en l'ensenyament secundari.

## Publicacions destacades
- VALL DE PLA, Mª A. (1961): Mosaics romans de Sagunt, Arxiu de Prehistòria Llevantina IX, 141-176.
- VALL DE PLA, Mª. A.; PLA BALLESTER, I. (1969): Ceràmiques polícromas en els poblats ibèrics valencians, Crònica del X Congrés Nacional d'Arqueologia, 288-305.
- VALL DE PLA, Mª. A. (1969): El cap en pasta vítria del poblat ibèric de Covalta (Albaida-València), Miscel·lània Pericot Papers del Laboratori d'Arqueologia de València 6, 101-112.
- VALL DE PLA, Mª A. (1971): El poblat ibèric Covalta (Albaida-València) 1, El poblat, les excavacions i les ceràmiques de vernís negre, València. Sèrie de Treballs Varis del SIP, nº 41.